# Марсден, Брайан
Брайан Джеффри Марсден (англ. Brian Geoffrey Marsden; 5 августа 1937, Кембридж, Англия, — 18 ноября 2010) — английский и американский астроном, первооткрыватель астероидов. Работал в Смитсонианской астрофизической обсерватории в Кембридже (Массачусетс), с 1978 по 2006 годы являлся руководителем Центра малых планет.

## Биография
Марсден родился в 1937 году в английском Кембридже, учился в Оксфордском университете и позднее в Йельском университете. Являлся экспертом в области небесной механики и астрометрии и специализировался на вычислении орбит астероидов и комет, по которым имелось недостаточное количество данных наблюдений, а также на определении отклонений от орбиты. Кроме того, Марсден годами боролся за то, чтобы лишить Плутон статуса планеты. Только в 2006 году Плутон был официально признан карликовой планетой.
Марсден спрогнозировал современные орбиты небесных тел, которые считались «потерянными» из-за неточного вычисления орбиты, или чьи орбиты поменялись. Его труд помог снова обнаружить «потерянные» кометы и астероиды. Особенно сложно найти «потерянную» комету, так как наряду с гравитационными возмущениями от других небесных тел, её орбита может измениться и вследствие негравитационных эффектов (эффект отдачи, когда происходит выброс струй газа из ядра кометы). Марсден успешно предсказал в 1992 году возвращение некогда утерянной короткопериодической кометы Свифта — Туттля. Кроме того, его расчёты показали, что комета Шумейкеров — Леви должна была столкнуться с Юпитером. Он изучил орбиты комет Крейца и показал, что их можно разделить на две подгруппы. Совместно с Николаем Степановичем Черных открыл 28 августа 1982 года астероид (37556) Svyaztie.
Его именем назван астероид (1877) Марсден.